# Louis Sollier
Louis Sollier est un architecte français, né le 13 juin 1885 à Bordeaux.

## Formation et études
Il est l'élève de Gaston Redon à l'École des beaux-arts de Paris.
En 1919, il présente le prix de Rome d'architecture, le sujet est « le Palais pour la Ligue des Nations, à Genève », il reçoit le « premier second grand prix de Rome » avec Eugène-Alexandre Girardin,.
Il est architecte de la ville de Reims. Il est architecte départemental de la Marne et professeur d'architecture puis directeur de l'enseignement architectural à l'École des Beaux-arts et des Arts appliqués de la Ville de Reims.

## Œuvres
- Grand Théâtre de Reims, reconstruction (1927-1931)
- Monument aux martyrs de la Résistance et de la Déportation de Reims (1948-1955)[3]